# Robert Anker
Pour les articles homonymes, voir Anker.
Robert Anker (né le 27 avril 1946 à Oostwoud (Hollande-Septentrionale) - mort le 20 janvier 2017 à Amsterdam (Hollande-Septentrionale)) est un écrivain, poète et critique littéraire néerlandais.

## Œuvres
- 1979 : Waar ik nog ben
- 1983 : Van het balkon
- 1987 : Nieuwe veters
- 1988 : Olifant achter blok
- 1989 : Goede manieren
- 1992 : De thuiskomst van kapitein Rob
- 1993 : Vergeten licht
- 1994 : Volledig ontstemde piano
- 1996 : In het vertrek
- 1998 : Vrouwenzand
- 2001 : Een soort Engeland